# Espectroscopia de infravermelho

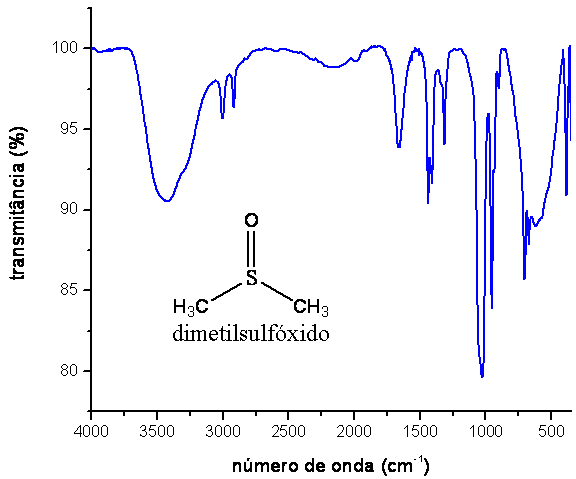
espectro IV do dimetilsulfóxido em uma célula de líquidos (circle cell)

A espectroscopia no infravermelho (espectroscopia IV) é um tipo de espectroscopia de absorção, em que a energia absorvida se encontra na região do infravermelho do espectro eletromagnético.
Como as demais técnicas espectroscópicas, ela pode ser usada para identificar um composto ou investigar a composição de uma amostra.
A espectroscopia no infravermelho se baseia no fato de que as ligações químicas das substâncias possuem frequências de vibração específicas, as quais correspondem a níveis de energia da molécula (chamados nesse caso de níveis vibracionais). Tais frequências dependem da forma da superfície de energia potencial da molécula, da geometria molecular, das massas dos átomos e eventualmente do Acoplamento vibrônico.
Se a molécula receber radiação eletromagnética com 'exatamente' a mesma energia de uma dessas vibrações, então a luz será absorvida, desde que sejam atendidas determinadas condições. Para que ocorra a vibração da ligação química e esta apareça no espectro IV, a molécula precisa sofrer uma variação no seu momento dipolar devido a essa vibração. Em particular, na aproximação de Born-Oppenheimer e aproximações harmônicas, isto é, quando o hamiltoniano molecular correspondente ao estado padrão eletrônico, ele pode ser aproximado por um oscilador harmônico quântico nas vizinhanças da geometria molecular de equilíbrio, e as frequências vibracionais de ressonância são determinadas pelos modos normais correspondentes à superfície de energia potencial do estado eletrônico padrão. Não obstante, as frequências de ressonância podem ser em uma primeira aproximação relacionadas ao comprimento da ligação e às massas dos átomos em cada ponta dela. As ligações podem vibrar de seis modos: estiramento simétrico, estiramento assimétrico, tesoura, torção (twist), balanço (wag) e rotação, que se encontram representados a seguir:
|  |  |
|  |  |
|  |  |

A fim de se fazer medidas em uma amostra, um feixe de radiação infravermelha passa pela amostra, e a quantidade de energia transmitida é registrada. Pode-se registrar a quantidade de energia absorvida ou até mesmo espalhada, mas na espectroscopia IV é mais comum utilizar a energia transmitida, ou seja, a energia que sobra após a amostra absorver a radiação incidida. Repetindo-se esta operação ao longo de uma faixa de comprimentos de onda de interesse (normalmente 4000-400 cm-1) um gráfico pode ser construído, sendo a abscissa o valor da energia (lembrando que a equação de Planck relaciona comprimento de onda com energia), em que comumente utiliza-se "número de onda" (unidade cm-1) e transmitância em % no eixo vertical. Quando olhando para o gráfico de uma substância, um usuário experiente pode identificar informações dessa substância nele.
Esta técnica trabalha quase que exclusivamente em ligações covalentes, e é de largo uso na Química, especialmente na Química orgânica. Gráficos bem resolvidos podem ser produzidos com amostras de uma única substância com elevada pureza. Contudo, a técnica costuma ser usada para a identificação de misturas bem complexas.

## Preparação da amostra
As amostras líquidas podem ser prensadas entre duas placas de um sal de alta pureza como o cloreto de sódio. Essas placas têm de ser transparente à luz infravermelha e, dessa forma, não introduzirem nenhuma linha no espectro da amostra. Essas placas obviamente são bem solúveis em água, então a amostra, os reagentes de lavagem e o meio precisam ser anidros (isto é, sem água),
As amostras sólidas normalmente são preparadas misturando-se uma certa quantidade da amostra com um sal altamente purificado (geralmente brometo de potássio). Essa mistura é triturada e prensada a fim de se formar uma pastilha pela qual a luz pode passar. Essa pastilha precisa ser prensada a altas pressões a fim de garantir de que ela seja translúcida, mas isso não pode ser alcançado sem um equipamento apropriado (como uma prensa hidráulica). Da mesma forma que o cloreto de sódio, o brometo de potássio não absorve radiação infravermelha, então as únicas linhas espectrais a aparecer virão do analito.

## Método típico

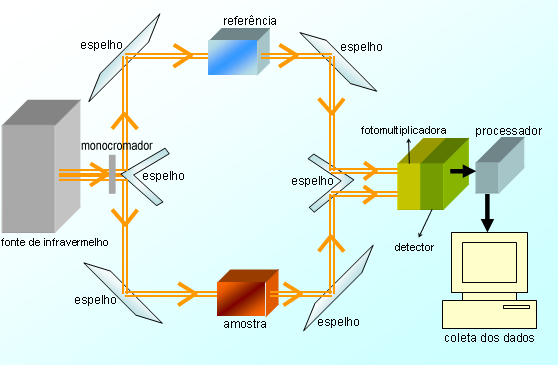
Aparato típico

Um feixe de luz infravermelha é produzido e dividido em dois raios separados. Um passa pela amostra, e o outro por uma referência que é normalmente a substância na qual a mostra está dissolvida ou misturada. Ambos os feixes são refletidos de volta ao detector, porém primeiro eles passam por divisor que rapidamente alterna qual dos dois raios entra no detector. Os dois sinais são comparados e então os dados são coletados.
Uma referência é usada por duas razões:
- Previne que flutuações da energia elétrica da saída da fonte afetem os resultados finais, uma vez que tanto a amostra quanto a referência são afetadas da mesma forma
- Por essa mesma razão, também previne a influência de variações no resultado final devido ao fato de que a fonte não necessariamente emite a mesma intensidade de luz para todos os comprimentos de onda
- Permite que os efeitos do solvente sejam cancelados, já que a referência é normalmente a forma pura do solvente na qual ela se encontra.

## Sumário das absorções em moléculas orgânicas
As absorções estão registradas em números de onda (cm-1).

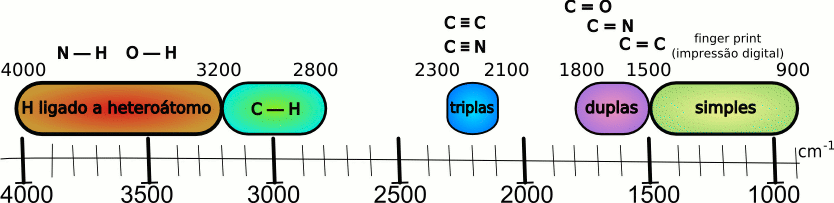

## Tabela detalhada das absorções das ligações em moléculas orgânicas
| Ligação              | Tipo de ligação                      | Tipo específico de ligação                                       | Faixa de absorção e intensidade                                                          |
| -------------------- | ------------------------------------ | ---------------------------------------------------------------- | ---------------------------------------------------------------------------------------- |
| C-H                  | alquil                               | metil                                                            | 1380 cm-1 (fraca), 1460 cm-1 (forte) e 2870, 2960 cm-1 (ambas médias a fortes)           |
|                      |                                      | metileno                                                         | 1470 cm-1 (forte) e 2850, 2925 cm-1 (ambas médias a fortes)                              |
|                      |                                      | metino                                                           | 2890 cm-1 (fraca)                                                                        |
|                      | vinil                                | C=CH2                                                            | 900 cm-1 (forte) e 2975, 3080 cm-1 (média)                                               |
|                      |                                      | C=CH                                                             | 3020 cm-1 (média)                                                                        |
|                      |                                      | alcenos monosubstituídos                                         | 900, 990 cm-1 (ambas fortes)                                                             |
|                      |                                      | alcenos cis-dissubstituídos                                      | 670-700 cm-1 (forte)                                                                     |
|                      |                                      | alcenos trans-dissubstituídos                                    | 965 cm-1 (forte)                                                                         |
|                      |                                      | alcenos trissubstituídos                                         | 800-840 cm-1 (média a forte)                                                             |
|                      | aromática                            | benzeno                                                          | 3070 cm-1 (fraca)                                                                        |
|                      |                                      | benzeno monossubstituído                                         | 700-750 cm-1 (forte) e 700±10 cm-1 (forte)                                               |
|                      |                                      | benzeno orto-dissubstituído                                      | 750 cm-1 (forte)                                                                         |
|                      |                                      | benzeno meta-dissubstituído                                      | 750-800 cm-1 (forte) e 860-900 cm-1 (forte)                                              |
|                      |                                      | benzeno para-dissubstituído                                      | 800-860 cm-1 (forte)                                                                     |
|                      | alcinos                              |                                                                  | 3300 cm-1 (média)                                                                        |
|                      | aldeídos                             |                                                                  | 2720, 2820 cm-1 (média)                                                                  |
| C-C                  | C-C acíclico                         | alcenos monossubstituídos                                        | 1645 cm-1 (média)                                                                        |
|                      |                                      | alcenos 1,1-dissubstituídos                                      | 1655 cm-1 (média)                                                                        |
|                      |                                      | alcenos cis-1,2-dissubstituídos                                  | 1660 cm-1 (média)                                                                        |
|                      |                                      | alcenos trans-1,2-dissubstituídos                                | 1675 cm-1 (média)                                                                        |
|                      |                                      | alcenos tri e tetrasubstituídos                                  | 1670 cm-1 (fraca)                                                                        |
|                      | C-C conjugado                        | dienos                                                           | 1600, 1650 cm-1 (forte)                                                                  |
|                      |                                      | com anéis benzênicos                                             | 1625 cm-1 (forte)                                                                        |
|                      |                                      | com C=O                                                          | 1600 cm-1 (forte)                                                                        |
|                      | C=C aromático                        |                                                                  | 1450, 1500, 1580, 1600 cm-1 (fraca a forte) - sempre TODAS as 4!                         |
|                      | C-C triplo                           | alcinos terminais                                                | 2100-2140 cm-1 (fraca)                                                                   |
|                      |                                      | alcinos dissubstituídos                                          | 2190-2260 cm-1 (muito fraca, às vezes não visível)                                       |
| C=O                  | aldeído/cetona                       | alifática saturada/cíclica de 6 membros                          | 1720 cm-1                                                                                |
|                      |                                      | α,β-insaturada                                                   | 1685 cm-1 (também para cetonas terminais)                                                |
|                      |                                      | cíclica de 5 membros                                             | 1750 cm-1                                                                                |
|                      |                                      | cíclica de 4 membros                                             | 1775 cm-1                                                                                |
|                      |                                      | aldeídos                                                         | 1725 cm-1 (influência da conjugação como com cetonas)                                    |
|                      | ácidos carboxílicos e seus derivados | ácidos carboxílicos saturados                                    | 1710 cm-1                                                                                |
|                      |                                      | ácidos carboxílicos insaturados e ácidos carboxílicos aromáticos | 1680-1690 cm-1                                                                           |
|                      |                                      | ésteres e lactonas                                               | 1735 cm-1 (influência da conjugação e do tamanho do anel como em cetonas)                |
|                      |                                      | anidridos                                                        | 1760 and 1820 cm-1                                                                       |
|                      |                                      | halogenetos                                                      | 1800 cm-1                                                                                |
|                      |                                      | amidas                                                           | 1650 cm-1 (amidas associadas)                                                            |
|                      |                                      | carboxilatos (sais)                                              | 1550-1610 cm-1 (também para zwitterions de aminoácidos)                                  |
| O-H                  | álcoois, fenóis                      |                                                                  | 3610-3670 cm-1 (concentrando as amostras alarga-se a banda e a move para 3200-3400 cm-1) |
|                      | ácidos carboxílicos                  |                                                                  | 3500-3560 cm-1 (concentrando as amostras alarga-se a banda e a move para 3000 cm-1)      |
| N-H                  | aminas primárias                     |                                                                  | duplete entre 3400-3500 cm-1 e 1560-1640 cm-1 (forte)                                    |
|                      | aminas secundárias                   |                                                                  | acima de 3000 cm-1 (fraca a média)                                                       |
|                      | íons amônio                          |                                                                  | banda larga com múltiplos picos entre 2400-3200 cm-1                                     |
| C-O                  | álcoois                              | primários                                                        | 1050±10 cm-1                                                                             |
|                      |                                      | secundários                                                      | cerca de 1100 cm-1                                                                       |
|                      |                                      | terciários                                                       | 1150-1200 cm-1                                                                           |
|                      | fenóis                               |                                                                  | 1200 cm-1                                                                                |
|                      | éteres                               | alifático                                                        | 1120 cm-1                                                                                |
|                      |                                      | aromáticos                                                       | 1220-1260 cm-1                                                                           |
|                      | ácidos carboxílicos                  |                                                                  | 1250-1300 cm-1                                                                           |
|                      | ésteres                              |                                                                  | 1100-1300 cm-1 (duas bandas - distinção das cetonas, que não possuem C-O!)               |
| C-N                  | aminas alifáticas                    |                                                                  | 1020-1220 cm-1 (frequentemente sobreposta)                                               |
|                      | C=N                                  |                                                                  | 1615-1700 cm-1 (efeitos de conjugação similares a C=O)                                   |
|                      | nitrila (ligação C≡N)                |                                                                  | 2210-2260 cm-1 (não conjugada 2250 cm-1, conjugada 2230 cm-1)                            |
|                      | isonitrilas (ligação R-N-C)          |                                                                  | 2165-2110 cm-1 (2140 - 1990 cm-1 for R-N=C=S)                                            |
| C-X (X=F, Cl, Br, I) | fluoroalcanos                        | ordinária                                                        | 1000-1100 cm-1                                                                           |
|                      |                                      | trifluormetil                                                    | duas fortes, bandas largas entre 1100-1200 cm-1                                          |
|                      | cloroalcanos                         |                                                                  | 540-760 cm-1 (média a fraca)                                                             |
|                      | bromoalcanos                         |                                                                  | abaixo de 600 cm-1                                                                       |
|                      | iodoalcanos                          |                                                                  | abaixo de 600 cm-1                                                                       |
| N-O                  | nitro compostos                      | alifática                                                        | 1550 cm-1 (banda mais forte) e 1380 cm-1 (banda mais fraca) - SEMPRE AMBAS!              |
|                      |                                      | aromáticos                                                       | 1520, 1350 cm-1 (conjugação normalmente reduz o número de onda)                          |

As absorções nessa faixa não se aplicam apenas a ligações em moléculas orgânicas. A espectroscopia IV também é útil quando se trata na análise de compostos inorgânicos (como complexos metálicos).

## Usos e aplicações
A espectroscopia no infravermelho é largamente usada tanto na indústria quanto na pesquisa científica pois ela é uma técnica rápida e confiável para medidas, controle de qualidade e análises dinâmicas. Os instrumentos agora são pequenos, e podem ser transportados, mesmo para medidas de campo. Com a crescente tecnologia em filtragem computacional e manipulação de resultados, agora as amostras em solução podem ser medidas com precisão (a água produz uma banda larga de absorbância na faixa de interesse, o que daria um espectro ilegível sem esse tratamento computacional). Algumas máquinas até mesmo dirão automaticamente que substância está sendo analisada a partir de milhares de espectros de referência armazenados na memória.
Medindo-se a uma frequência específica ao longo do tempo, mudanças no caráter ou na quantidade de uma ligação em particular podem ser medidas, isso é especialmente útil na medida do grau de polimerização na manufatura de polímeros. Outra aplicação útil é o estudo de fenómenos de transporte, como a sorção, através de filmes finos poliméricos, muito útil para entender processos de degradação. As máquinas modernas podem tirar medidas na faixa de interesse frequentemente, como 32 vezes por segundo. Isso pode ser feito enquanto se fazem medidas simultâneas com outras técnicas. Isso faz com que as observações de reações químicas sejam processadas mais rapidamente, de forma mais precisa e mais exata.

## Infravermelho por transformada de Fourier (FTIR)
A Espectroscopia no infravermelho por transformada de Fourier (FTIR) é uma técnica de análise para colher o espectro infravermelho mais rapidamente. Em vez de se coletar os dados variando-se a frequência da radiação infravermelha, a radiação IV (com todos os comprimentos de onda da faixa usada) é guiada através de um interferômetro. Depois de passar pela amostra o sinal medido é o interferograma. Realizando-se uma transformada de Fourier no sinal resulta-se em um espectro idêntico ao da espectroscopia IV convencional (dispersiva).
Os espectrofotômetros IVTF são mais baratos do que os convencionais porque é mais simples construir um interferômetro do que um monocromador. Em adição, a medida de um único espectro é bem mais rápida nessa técnica porque as informações de todas as frequências são colhidas simultaneamente. Isso permite que se faça múltiplas leituras de uma mesma amostra e se tire a média delas, aumentando assim a sensibilidade da análise. Devido às suas várias vantagens, virtualmente todos os espectrofotômetros de infravermelho modernos são de IVTF;